# Điền kinh tại Đại hội Thể thao Đông Nam Á 2007
Điền kinh tại Đại hội Thể thao Đông Nam Á năm 2007 được tổ chức tại Sân vận động chính thuộc Khu liên hợp thể thao Kỷ niệm 80 năm Ngày sinh Quốc vương (His Majesty the King’s 80th Birthday Anniversary Sports Complex), thành phố Nakhon Ratchasima, Thái Lan, từ ngày 7 đến ngày 11 tháng 12 năm 2007. Chương trình thi đấu gồm 46 nội dung thi đấu, chia đều giữa nam và nữ, với sự góp mặt của các quốc gia Đông Nam Á.
Thái Lan tiếp tục khẳng định vị thế hàng đầu khi dẫn đầu bảng xếp hạng điền kinh, giành số lượng huy chương vàng vượt trội nhờ lợi thế sân nhà và đội hình mạnh, kết thúc với 17 huy chương vàng. Việt Nam và Indonesia cũng thi đấu ấn tượng, qua các nội dung chạy trung bình và đường dài. Nhiều vận động viên như Triyaningsih (Indonesia), Trương Thanh Hằng (Việt Nam) và Boonthung Srisung (Thái Lan) đã để lại ấn tượng sâu sắc với cú đúp hoặc chuỗi vàng liên tiếp trong các nội dung cá nhân.

## Bảng huy chương

| Hạng               | Đoàn               | Vàng | Bạc | Đồng | Tổng số |
| ------------------ | ------------------ | ---- | --- | ---- | ------- |
| 1                  | Thái Lan (THA)     | 17   | 19  | 9    | 45      |
| 2                  | Việt Nam (VIE)     | 8    | 4   | 5    | 17      |
| 3                  | Indonesia (INA)    | 7    | 7   | 5    | 19      |
| 4                  | Malaysia (MAS)     | 7    | 3   | 9    | 19      |
| 5                  | Philippines (PHI)  | 5    | 7   | 9    | 21      |
| 6                  | Singapore (SIN)    | 1    | 0   | 1    | 2       |
| 7                  | Myanmar (MYA)      | 0    | 4   | 5    | 9       |
| 8                  | Campuchia (CAM)    | 0    | 1   | 1    | 2       |
| 9                  | Brunei (BRU)       | 0    | 0   | 1    | 1       |
| Tổng số (9 đơn vị) | Tổng số (9 đơn vị) | 45   | 45  | 45   | 135     |

## Các kỷ lục được xác lập
Tổng cộng có 16 kỷ lục điền kinh được xác lập tại Sea Games lần này.

## Bảng huy chương

### Nam
| Nội dung         | Vàng                                                                                       | Vàng      | Bạc                                                                              | Bạc       | Đồng                                                                                     | Đồng      |
| ---------------- | ------------------------------------------------------------------------------------------ | --------- | -------------------------------------------------------------------------------- | --------- | ---------------------------------------------------------------------------------------- | --------- |
| 100 m            | Wibowo Suryo Agung                                                                         | 10.25     | Sondee Wachara                                                                   | 10.33     | Hadi Mohammad                                                                            | 10.54     |
| 200 m            | Wibowo Suryo Agung                                                                         | 20.76     | Suwonprateep Sittichai                                                           | 20.84     | Muray John Herman                                                                        | 21.01     |
| 400 m            | Nierras Julius Felicisimo Jr                                                               | 46.56     | Pojaroen Jukkatip                                                                | 46.64     | Zainal Abiding Muhamad Zaiful                                                            | 46.75     |
| 800 m            | Nguyễn Đình Cương                                                                          | 1:51.16   | Dique Midel                                                                      | 1:52.72   | Ridzuan Mohd Jironi                                                                      | 1:53.30   |
| 1500 m           | Nguyễn Đình Cương                                                                          | 3:45.31   | Mahendran Vadivellan                                                             | 3:45.70   | Srisung Boonthung                                                                        | 3:52.40   |
| 5000 m           | Srisung Boonthung                                                                          | 14:18.05  | Sermona Julius                                                                   | 14:24.72  | Hem Bunting                                                                              | 14:49.96  |
| 10000 m          | Srisung Boonthung                                                                          | 30:51.66  | Sermona Julius                                                                   | 31:16.75  | Soe Min Thu                                                                              | 31:33.26  |
| 110 m vượt rào   | Wan Sofian Rayzam Shah                                                                     | 13.91     | Wongsriphuck Suphan                                                              | 13.95     | Mohammad Muhd Faiz                                                                       | 14.00     |
| 400 m vượt rào   | Kuttiyawan Apisit                                                                          | 50.38     | Purba Zulkarnain                                                                 | 51.29     | Parkum Teeraporn                                                                         | 51.58     |
| 3000 m băng đồng | Herrera Rene                                                                               | 8:54.21   | Pechsricha Patikarn                                                              | 9:02.48   | Trần Văn Thắng                                                                           | 9:04.74   |
| 4x100 m tiếp sức | Thái Lan Sondee Wachara Suwannarangsri Sompote Suwonprateep Sittichai Darasuriyong Siriroj | 38.95     | Indonesia Wibowo Suryo Agung Rahmadi Taufik Muray John Herman Akbar Asrul        | 39.79     | Malaysia Hadi Mohammad Ahmad Zaibidi Nyat Mhd Latif Ghazali Mohd Zabidi Jeffry Arif Naim | 39.90     |
| 4x400 m tiếp sức | Malaysia Mohd Zafril Muhamad Zaiful Subramaniam Thipan Krishnan Amran Raj                  | 3:07.95   | Thái Lan Phachsay Supachai Kuttiyawan Apisit Chimdee Suppachai Pojaroen Jukkatip | 3:08.25   | Philippines Bano Junrey Nierras Julius Felicisimo Jr Tanuan Rodrigo Jr Candelario Ernie  | 3:08.53   |
| Marathon         | Yahuza Yahuza                                                                              | 2:23:46   | Hem Bunting                                                                      | 2:26:28   | Buenavista Eduardo                                                                       | 2:27:21   |
| 20 km đi bộ      | Teoh Boon Lim                                                                              | 1:30:37   | Tobung Kristian Lumban                                                           | 1:32:57   | Indra                                                                                    | 1:35:45   |
| Nhảy cao         | Lee Hup Wei                                                                                | 2.19 m    | Nguyễn Duy Bằng                                                                  | 2.17 m    | Hassaim Ahmad Najwan Aqra                                                                | 2.15 m    |
| Nhảy sào         | Saombankuay Sompong                                                                        | 5.10 m    | Kunpadit Amnat                                                                   | 4.80 m    | Obiena Emerson                                                                           | 4.70 m    |
| Nhảy xa          | Dagmil Henry                                                                               | 7.87 m    | Janmanee Keeratikorn                                                             | 7.75 m    | Mohd Syahrul Amri                                                                        | 7.48 m    |
| Nhảy ba bước     | Philakong Theerayut                                                                        | 16.44 m   | Sukon Kittisak                                                                   | 16.21 m   | Delicano Jobert                                                                          | 16.07 m   |
| Đẩy tạ           | Polyemg Chatchawal                                                                         | 17.43 m   | Pinitjit Sarayudh                                                                | 16.99 m   | Sunang Eliezer                                                                           | 15.62 m   |
| Ném đĩa          | Sawasdee Wansawang                                                                         | 54.13 m   | Numsomboon Kvanchai                                                              | 53.06 m   | Yusof Mohammad Yazid Yatimi                                                              | 41.82 m   |
| Ném búa          | Ferrera Arniel                                                                             | 60.98 m   | Phetchaiya Tantipong                                                             | 56.47 m   | Kanju Yongjaros                                                                          | 53.57 m   |
| Ném lao          | Buathong Sanya                                                                             | 68.65 m   | Fresnido Danilo                                                                  | 68.14 m   | Palanupat Nontach                                                                        | 67.76 m   |
| 10 môn phối hợp  | Vũ Văn Huyện                                                                               | 7457 điểm | Chalon Boonkete                                                                  | 6921 điểm | Villarube Arnold                                                                         | 6713 điểm |

### Nữ
| Nội dung         | Vàng                                                                          | Vàng      | Bạc                                                                | Bạc       | Đồng                                                                                             | Đồng      |
| ---------------- | ----------------------------------------------------------------------------- | --------- | ------------------------------------------------------------------ | --------- | ------------------------------------------------------------------------------------------------ | --------- |
| 100 m            | Vũ Thị Hương                                                                  | 11.47     | Sanrat Nongnuch                                                    | 11.56     | Joseph Irene Truitje                                                                             | 11.77     |
| 200 m            | Vũ Thị Hương                                                                  | 23.47     | Klomdee Orranut                                                    | 23.74     | Lwin Kay Khine                                                                                   | 23.85     |
| 400 m            | Kaewchuy Saowalee                                                             | 54.75     | Win Lai Lai                                                        | 55.11     | Harnthong Kunya                                                                                  | 55.41     |
| 800 m            | Trương Thanh Hằng                                                             | 2:02.39   | Vũ Thị Trang                                                       | 2:06.71   | Aye Myint Myint                                                                                  | 2:08.03   |
| 1500 m           | Trương Thanh Hằng                                                             | 4:11.60   | Budiarti Rini                                                      | 4:19.99   | Bùi Thị Hiền                                                                                     | 4:32.55   |
| 5000 m           | Triyaningsih                                                                  | 15:54.32  | Budiarti Rini                                                      | 16:08.00  | Thet Phyu War                                                                                    | 16:27.10  |
| 10000 m          | Triyaningsih                                                                  | 34:07.35  | Pa Pa                                                              | 34:39.98  | Manipol Merledita                                                                                | 35:05.57  |
| 100 m vượt rào   | Erawati Dedeh                                                                 | 13.51     | Moh Siew Wei                                                       | 13.61     | Pansoongneun Wallapa                                                                             | 13.85     |
| 400 m vượt rào   | Winatho Wassana                                                               | 57.21     | Milgar Mary Grace                                                  | 59.07     | Nguyễn Thị Nụ                                                                                    | 59.25     |
| 4x100 m tiếp sức | Thái Lan Jasunin Sangwan Khawpueak Supavadee Klomdee Orranut Sanrat Nongnuch  | 44.00     | Việt Nam Mai Thị Phượng Lê Ngọc Phượng Trương Thị Nguyệt Đỗ Thị Lý | 45.62     | Malaysia Norizan Noor Hazwanie Mohamad Siti Fatimah Ibrahim Azizah Jamaluddin Norjannah Hafiszah | 46.38     |
| 4x400 m tiếp sức | Thái Lan Harnthong Kunya Kaewchuy Saowalee Yongphan Treewadee Winatho Wassana | 3:38.26   | Myanmar Win Lai Lai Aye Myint Myint Paw Phaw Naw Ka Lwin Kay Khine | 3:40.60   | Việt Nam Đỗ Thị Lý Nguyễn Thị Nụ Nguyễn Thị Bắc Nguyễn Thị Thuý                                  | 3:43.90   |
| Marathon         | Sailomyen Sunisa                                                              | 2:43:33   | Pa Pa                                                              | 2:44:11   | Banayag Jho Ann                                                                                  | 2:44:41   |
| 20 km đi bộ      | Yuan Yu Fang                                                                  | 1:41:47   | Darwati                                                            | 1:43:51   | Lar Nwe Saw Mar                                                                                  | 1:46:28   |
| Nhảy cao         | Bùi Thị Nhung                                                                 | 1.88 m    | Chaipech Noeng-Ruthai                                              | 1.86 m    | Boonwan Wanida                                                                                   | 1.84 m    |
| Nhảy sào         | Samsu Roslinda                                                                | 4.00 m    | Samson Deborah                                                     | 3.90 m    | Margawati Ni Putu Desy                                                                           | 3.80 m    |
| Nhảy xa          | Torres Marestella                                                             | 6.31 m    | Muangjan Thitima                                                   | 6.25 m    | Ngew Sin Mei                                                                                     | 6.08 m    |
| Nhảy ba bước     | Muangjan Thitima                                                              | 13.85 m   | Ngew Sin Mei                                                       | 13.75 m   | Đào Thị Hoài Thương                                                                              | 12.39 m   |
| Đẩy tạ           | Zhang Guirong                                                                 | 17.21 m   | Krasaeyan Juthaporn                                                | 16.06 m   | Warapiang Siwaporn                                                                               | 13.47 m   |
| Ném đĩa          | Ratanawati Dwi                                                                | 50.05 m   | Krasaeyan Juthaporn                                                | 49.46 m   | Zhang Guirong                                                                                    | 45.73 m   |
| Ném búa          | Abdullah Siti Shahida                                                         | 52.93 m   | Inggriana Rose Hwrlinda                                            | 50.79 m   | Arsyad Yurita Arianny                                                                            | 49.99 m   |
| Ném lao          | Panang Buoban                                                                 | 55.97 m   | Villarito Rosie                                                    | 50.49 m   | Butsrising Arunya                                                                                | 39.74 m   |
| 7 môn phối hợp   | Winatho Wassana                                                               | 5889 điểm | Nguyễn Thị Thu Cúc                                                 | 5259 điểm | Atienza Narcisa                                                                                  | 5093 điểm |